# I Don't Want to Live Without You
"I Don't Want to Live Without You" é uma canção interpretada pela banda anglo-americana de hard rock, Foreigner, lançada em 1988 e incluída como parte de seu sexto álbum de trabalho Inside Information.
Nos Estados Unidos, o single alcançou a 5ª posição da Billboard Hot 100 em março de 1988.